# Classe Le Fantasque
La classe Le Fantasque era costituita da sei cacciatorpediniere francesi, nati per consolidare il vantaggio che i francesi avevano su quelli italiani.

Tali unità erano navi basse, con un alto bordo libero, con sovrastrutture compatte e 2 cannoni sovrapposti a prua, 3 a poppa, 1 albero e 2 fumaioli.

## Storia
Dopo la resa della Francia Le Fantasque e Le Terrible furono portati a Dakar e, dopo alcune riparazioni, a Boston. In seguito le due navi e Le Malin servirono nel Mediterraneo, agli sbarchi nel sud della Francia nel 1944 e a diverse sortite nell'Egeo. Alla fine della guerra Le Fantasque fu mandato in estremo oriente per coadiuvare le truppe francesi che combattevano in Indocina contro i Viet Minh.
L'Indomptable fu affondato durante l'autoaffondamento della flotta francese a Tolone il 27 novembre 1942 mentre L'Audacieux fu affondato a Biserta da un raid aereo alleato il 7 maggio 1943. Gli altri 4 sopravvissero alla guerra e continuarono il servizio nella Marine nationale fino all'inizio degli anni '60.

## Motori
L'apparato propulsore era ripartito con le 4 caldaie raggruppate 2 a 2, con un fumaiolo per gruppo, e in mezzo ai 2 locali che le ospitavano vi era una sala turbine (l'altra era a poppa della seconda sala caldaie). La potenza ammontava a ben 74.000 hp, dato ufficiale superato in pratica di almeno il 10% in quanto i Le Fantasque potevano mantenere 37 nodi continuativi e occasionalmente superare i 43.

## Armamento
Le navi erano dotate di 5 cannoni da 138mm, capaci di sparare proiettili da 40 kg a 20 km, perforando almeno 80mm di corazza verticale, e di fare questo con una cadenza teorica di 12c/min. a 10 km: erano potenti quasi come un incrociatore leggero e furono superate solo dai classe Mogador, con 4 torri binate armate con gli stessi cannoni ribattezzati Model 1934. In pratica però la cadenza di tiro era di 7c/min e gli affusti erano assai delicati ed inizialmente poco affidabili.
La scarsa stabilità delle navi in mare agitato e nonostante tali cannoni fossero pressoché inutili contro bersagli aerei (elev. max. appena 30 gradi, brandeggio manuale), lasciava che fossero comunque tra i più potenti caccia navali prebellici.

## Unità
Facevano parte del gruppo:
Le Fantasque
Inizio lavori all'Arsenale di Lorient il 15 marzo 1934 utilizzato la prima volta il 1º maggio 1936 e radiato il 2 maggio 1957
L'Audacieux
Inizio lavori all'Arsenale di Lorient il 15 marzo 1934 utilizzato per la prima volta il 7 dicembre 1935 e colato a picco il 7 maggio 1943
Le Triomphant
Inizio lavori all'Atelier e cantiere di Dunkerque il 16 aprile 1934, utilizzato per la prima volta il 24 luglio 1936 e radiato nel dicembre 1954
Le Malin
Inizio lavori ai cantieri di La Seyne il 17 agosto 1933, utilizzato per la prima volta l'8 giugno 1936 e radiato nel febbraio 1964
Le Terrible
Inizio lavori ai cantieri navali di Caen il 30 novembre 1933, utilizzato per la prima volta il 5 febbraio 1936 e distrutto a giugno 1962
L'Indomptable
Inizio lavori ai cantieri di La Seyne il 7 dicembre 1933, utilizzato per la prima volta il 15 aprile 1936 ed affondata il 27 novembre 1942